# Nogra guangxiensis
Nogra guangxiensis är en ärtväxtart som beskrevs av Wei. Nogra guangxiensis ingår i släktet Nogra och familjen ärtväxter. Inga underarter finns listade i Catalogue of Life.